# Grand Prix Hassan II 2016 - Qualificazioni singolare
Le qualificazioni del singolare del Grand Prix Hassan II 2016 sono state un torneo di tennis preliminare per accedere alla fase finale della manifestazione. I vincitori dell'ultimo turno sono entrati di diritto nel tabellone principale. In caso di ritiro di uno o più giocatori aventi diritto a questi sono subentrati i lucky loser, ossia i giocatori che hanno perso nell'ultimo turno ma che avevano una classifica più alta rispetto agli altri partecipanti che avevano comunque perso nel turno finale.

## Teste di serie
1. Kenny de Schepper (primo turno)
2. Elias Ymer (ultimo turno)
3. Máximo González (qualificato)
4. Kimmer Coppejans (primo turno)

1. Andrej Rublëv (ultimo turno)
2. Franko Škugor (qualificato)
3. Mathias Bourgue (ultimo turno)
4. Tristan Lamasine (ritirato)

## Qualificati
1. Nikola Mektić
2. Franko Škugor

1. Máximo González
2. Lorenzo Giustino

## Tabellone qualificazioni

### Legenda
| - Q = Qualificato - WC = Wild card - LL = Lucky loser | - ALT = Alternate - SE = Special Exempt - PR = Protected Ranking | - w/o = Walkover - r = Ritirato - d = Squalificato |

### Sezione 1
|  | Primo turno | Primo turno       | Primo turno | Primo turno | Primo turno |  |  | Ultimo turno  | Ultimo turno  | Ultimo turno  | Ultimo turno | Ultimo turno |  |
|  |             |                   |             |             |             |  |  |               |               |               |              |              |  |
|  | 1           | Kenny de Schepper | 6           | 2           | 4           |  |  |               |               |               |              |              |  |
|  |             | Nikola Mektić     | 2           | 6           | 6           |  |  | Nikola Mektić | Nikola Mektić | Nikola Mektić | 7            | 6            |  |
|  |             | Maxime Chazal     | 6           | 63          | 6           |  |  | Maxime Chazal | Maxime Chazal | Maxime Chazal | 6            | 3            |  |
|  | Alt         | Guillermo Durán   | 2           | 7           | 2           |  |  |               |               |               |              |              |  |

### Sezione 2
|  | Primo turno | Primo turno      | Primo turno      | Primo turno | Primo turno |  |  | Ultimo turno | Ultimo turno  | Ultimo turno | Ultimo turno | Ultimo turno |  |
|  |             |                  |                  |             |             |  |  |              |               |              |              |              |  |
|  | 2           | Elias Ymer       | Elias Ymer       | 6           | 6           |  |  |              |               |              |              |              |  |
|  |             | Ivan Nedelko     | Ivan Nedelko     | 2           | 3           |  |  | 2            | Elias Ymer    | 4            | 6            | 2            |  |
|  | WC          | Yassine Idmbarek | Yassine Idmbarek | 1           | 1           |  |  | 6            | Franko Škugor | 6            | 4            | 6            |  |
|  | 6           | Franko Škugor    | Franko Škugor    | 6           | 6           |  |  |              |               |              |              |              |  |

### Sezione 3
|  | Primo turno | Primo turno       | Primo turno       | Primo turno | Primo turno |  |  | Ultimo turno | Ultimo turno    | Ultimo turno    | Ultimo turno | Ultimo turno |  |
|  |             |                   |                   |             |             |  |  |              |                 |                 |              |              |  |
|  | 3           | Máximo González   | Máximo González   | 6           | 6           |  |  |              |                 |                 |              |              |  |
|  |             | Gerard Granollers | Gerard Granollers | 1           | 4           |  |  | 3            | Máximo González | Máximo González | 6            | 6            |  |
|  |             | Maxime Hamou      | Maxime Hamou      | 2           | 2           |  |  | 7            | Mathias Bourgue | Mathias Bourgue | 4            | 2            |  |
|  | 7           | Mathias Bourgue   | Mathias Bourgue   | 6           | 6           |  |  |              |                 |                 |              |              |  |

### Sezione 4
|  | Primo turno | Primo turno      | Primo turno   | Primo turno | Primo turno |  |  | Ultimo turno | Ultimo turno     | Ultimo turno     | Ultimo turno | Ultimo turno |  |
|  |             |                  |               |             |             |  |  |              |                  |                  |              |              |  |
|  | 4           | Kimmer Coppejans | 7             | 4           | 3           |  |  |              |                  |                  |              |              |  |
|  |             | Lorenzo Giustino | 5             | 6           | 6           |  |  |              | Lorenzo Giustino | Lorenzo Giustino | 6            | 6            |  |
|  | WC          | Taha Tifnouti    | Taha Tifnouti | 1           | 0           |  |  | 5            | Andrej Rublëv    | Andrej Rublëv    | 4            | 3            |  |
|  | 5           | Andrej Rublëv    | Andrej Rublëv | 6           | 6           |  |  |              |                  |                  |              |              |  |